# Wimbledon Championships 2011/Herrendoppel-Rollstuhl
Das Herrendoppel (Rollstuhl) der Wimbledon Championships 2011 war ein Rollstuhltenniswettbewerb in London und fand vom 1. bis zum 3. Juli statt.
Titelverteidiger waren Robin Ammerlaan und Stefan Olsson.

## Setzliste
| Nr. | Paarung                      | Erreichte Runde |
| --- | ---------------------------- | --------------- |
| 01. | Maikel Scheffers Ronald Vink | Sieg            |
| 02. | Tom Egberink Shingo Kunieda  | Halbfinale      |

## Ergebnisse
Zeichenerklärung
- Q = Qualifikant
- WC = Wildcard
- LL = Lucky Loser
- ITF = qualifiziert über ITF-Ranking
- ALT = alternate (Ersatz)
- PR = Protected Ranking
- SE = Special Exempt
- r = retired (Aufgabe)
- d = Disqualifikation
- w.o. = walkover
- [ ] = Match-Tie-Break

|  | Halbfinale | Halbfinale                        | Halbfinale                        | Halbfinale | Halbfinale                   |                  |   | Finale | Finale | Finale | Finale | Finale |
|  |            |                                   |                                   |            |                              |                  |   |        |        |        |        |        |
|  | 1          | Maikel Scheffers Ronald Vink      | 6                                 | 6          |                              |                  |   |        |        |        |        |        |
|  |            | Robin Ammerlaan Stefan Olsson     | 0                                 | 3          |                              |                  |   |        |        |        |        |        |
|  | 1          | Robin Ammerlaan Stefan Olsson     | 0                                 | 3          | Maikel Scheffers Ronald Vink | 7                | 6 |        |        |        |        |        |
|  | 1          |                                   |                                   |            |                              |                  | 6 |        |        |        |        |        |
|  |            |                                   | Stéphane Houdet Michaël Jeremiasz | 5          | 2                            |                  |   |        |        |        |        |        |
|  |            | Stéphane Houdet Michaël Jeremiasz | Stéphane Houdet Michaël Jeremiasz | 5          | 2                            | 64               | 7 | 6      |        |        |        |        |
|  |            |                                   |                                   |            |                              | 64               | 7 | 6      |        |        |        |        |
|  | 2          | Tom Egberink Shingo Kunieda       | 7                                 | 61         | 4                            |                  |   |        |        |        |        |        |
|  | 2          | Tom Egberink Shingo Kunieda       | 7                                 | 61         | 4                            | Spiel um Platz 3 |   |        |        |        |        |        |
|  |            |                                   |                                   |            |                              |                  |   |        |        |        |        |        |
|  |            | Robin Ammerlaan Stefan Olsson     | 6                                 | 6          |                              |                  |   |        |        |        |        |        |
|  | 2          | Tom Egberink Shingo Kunieda       | 3                                 | 3          |                              |                  |   |        |        |        |        |        |